# Cyprien Sarrazin
Cyprien Sarrazin (* 13. Oktober 1994 in Gap) ist ein französischer Skirennläufer. Er war zu Beginn seiner Karriere auf den Riesenslalom spezialisiert, bevor er sich ab 2021 den schnellen Disziplinen Abfahrt und Super-G zuwandte. In diesen stieß er in der Saison 2023/24 an die Weltspitze vor.

## Biografie
Sarrazin ist der Sohn eines Skilehrers und wuchs in Montmaur im Département Hautes-Alpes auf, das Skifahren erlernte er im Alter von sechs Jahren. Im Dezember 2009 nahm er im Alter von 15 Jahren erstmals an einem FIS-Rennen teil. 2011 beteiligte sich Sarrazin am European Youth Olympic Festival, bei dem er im Riesenslalom und Slalom antrat. Bei drei Teilnahmen an Juniorenweltmeisterschaften in den Jahren 2012, 2013 und 2015 war ein 19. Platz sein bestes Ergebnis. Am 28. November 2012 bestritt er sein erstes Rennen im Europacup, wobei er in der Abfahrt auf der Reiteralm ausschied. Erstmals in die Punkteränge fuhr er am 27. Januar 2013, als er im Slalom von Zwiesel den 25. Platz erzielte. Verletzungsbedingt verpasste er fast die gesamte Saison 2013/14. Die Comeback-Saison 2014/15 verlief schwierig, doch am Ende des Winters gelang ihm der erste große Erfolg, als er den französischen Juniorenmeistertitel im Riesenslalom gewann.
Zu Beginn der Europacup-Saison 2015/16 fuhr Sarrazin regelmäßig unter die besten zehn, weshalb er wenig später im Weltcup starten durfte. Sein Debüt gab er am 19. Februar 2016 Chamonix; mit Platz 29 in der Alpinen Kombination holte er sogleich die ersten Weltcuppunkte. Am 3. Dezember 2016 entschied er in Gällivare erstmals einen Europacup-Riesenslalom für sich, in den beiden folgenden Wochen folgten die ersten Top-30-Ergebnisse in Weltcup-Riesenslaloms. Völlig überraschend gewann er am 19. Dezember 2016 den Parallel-Riesenslalom von Alta Badia, wobei er sich im Finale gegen Carlo Janka durchsetzte. Im weiteren Verlauf des Winters gewann er zwei weitere Europacup-Riesenslaloms und sicherte sich als Dritter der Disziplinenwertung einen Weltcup-Fixstartplatz für die kommende Saison 2017/18.
Sarrazin konnte nicht davon profitieren, denn Ende November 2017 zog er sich bei einem Trainingssturz in Beaver Creek ein Trauma im Rückgrat zu und musste daraufhin mehrere Wochen pausieren. Sein Comeback-Versuch misslang: Ende Januar 2018 stürzte er beim Riesenslalomtraining in Garmisch-Partenkirchen erneut schwer und erlitt ein Schädel-Hirn-Trauma. Ebenfalls ohne zählbares Ergebnis endete die darauf folgende Saison. Nachdem Sarrazin in den beiden ersten Weltcup-Riesenslaloms des Winters 2018/19 ausgeschieden war, verletzte er sich in Alta Badia erneut. Eine medizinische Untersuchung ergab eine Fraktur des äußeren Schienbeinplateaus im rechten Knie. Ein Jahr später kehrte Sarrazin nach Alta Badia zurück und wurde am 22. Dezember 2020 hinter Henrik Kristoffersen unerwartet Zweiter. Dieses Ergebnis konnte er in den beiden folgenden Saisons jedoch bei weitem nicht bestätigen. Er schied häufig aus oder konnte sich jeweils nur knapp in den Punkterängen behaupten, weshalb er nicht für die Weltmeisterschaften 2021 nominiert wurde. Bei den Olympischen Winterspielen 2022 in Peking fädelte im ersten Durchgang des Riesenslaloms ein.
Mittlerweile hatte Sarrazin den Ruf, ein „Sturzpilot“ zu sein. Im Sommer 2022 entschloss er sich dazu, voll auf die Speed-Disziplinen zu setzen. Nach einem ansprechenden zwölften Platz im Super-G von Beaver Creek Anfang Dezember 2022 sorgte er zwei Wochen später in der Abfahrt auf der Saslong in Gröden für Verwunderung, als er mit der hohen Startnummer 61 auf den sechsten Platz fuhr. Im weiteren Verlauf des Winters schied er wieder häufig aus. Nachdem er wegen einer Rückenverletzung die Weltmeisterschaften 2023 verpasst hatte, nahm er die Hilfe einer Psychologin an, um seine Selbstzweifel zu lösen. Es stellte sich heraus, dass er am Imposter-Phänomen litt, also nicht fähig war, seine persönlichen Erfolge zu internalisieren und diese deshalb einzig dem Zufall zuschrieb.
Die Therapie war erfolgreich. Nachdem Sarrazin zu Beginn der Saison 2023/24 zweimal Vierter geworden war, gewann er am 28. Dezember 2023 die Abfahrt auf der Pista Stelvio in Bormio. Es handelte sich um den ersten Sieg eines Franzosen in einer Weltcupabfahrt seit Adrien Théaux im Dezember 2015 und um den ersten französischen Sieg in Bormio seit jenem von Luc Alphand im Dezember 1996. Zwei Wochen später folgte in Wengen der erste Super-G-Sieg in Sarrazins Karriere, während er sich in den beiden Lauberhornabfahrten jeweils nur von Marco Odermatt geschlagen geben musste. Am 19. und 20. Januar 2024 entschied er in Kitzbühel jeweils vor Odermatt beide Abfahrten für sich und sorgte für den ersten französischen Doppelerfolg auf der Streif seit Alphand im Jahr 1995. Mitte Februar zog er sich beim Training in Kvitfjell eine Wadenverletzung zu und musste einen Monat pausieren, war aber rechtzeitig für das Weltcupfinale in Saalbach-Hinterglemm wieder fit. Er hatte die Chance, die Abfahrts-Disziplinenwertung zu gewinnen, doch dann musste die letzte Abfahrt der Saison wetterbedingt abgesagt werden und Sarrazin belegte den zweiten Platz hinter Odermatt.
In der Saison 2024/25 zog sich Sarrazin am 27. Dezember 2024 im Abschlusstraining auf der Pista Stelvio in Bormio eine Hirnblutung (bzw. ein Subduralhämatom) zu. Er wurde noch am gleichen Tag operiert. Anfang Januar gab der französische Skiverband bekannt, dass es Sarrazin gut gehe, er aber noch einen längeren Genesungsweg vor sich habe. In der aktuellen Saison könne er nicht mehr teilnehmen.

## Erfolge

### Olympische Winterspiele
- Peking 2022: DNF Riesenslalom

### Weltmeisterschaften
- Courchevel/Méribel 2023: DNS Alpine Kombination

### Weltcup
- 9 Podestplätze, davon 5 Siege:

| Datum             | Ort        | Land       | Disziplin             |
| ----------------- | ---------- | ---------- | --------------------- |
| 19. Dezember 2016 | Alta Badia | Italien    | Parallel-Riesenslalom |
| 28. Dezember 2023 | Bormio     | Italien    | Abfahrt               |
| 12. Januar 2024   | Wengen     | Schweiz    | Super-G               |
| 19. Januar 2024   | Kitzbühel  | Österreich | Abfahrt               |
| 20. Januar 2024   | Kitzbühel  | Österreich | Abfahrt               |

- 1 Podestplatz bei Mannschaftswettbewerben

### Weltcupwertungen
| Saison  | Gesamt | Gesamt | Abfahrt | Abfahrt | Super-G | Super-G | Riesenslalom | Riesenslalom | Kombination | Kombination | Parallel | Parallel |
| Saison  | Platz  | Punkte | Platz   | Punkte  | Platz   | Punkte  | Platz        | Punkte       | Platz       | Punkte      | Platz    | Punkte   |
| ------- | ------ | ------ | ------- | ------- | ------- | ------- | ------------ | ------------ | ----------- | ----------- | -------- | -------- |
| 2015/16 | 157.   | 2      | –       | –       | –       | –       | –            | –            | 47.         | 2           | –        | –        |
| 2016/17 | 51.    | 141    | –       | –       | –       | –       | 17.          | 141          | –           | –           | –        | –        |
| 2019/20 | 64.    | 129    | –       | –       | –       | –       | 16.          | 113          | 32.         | 12          | 39.      | 4        |
| 2020/21 | 118.   | 19     | –       | –       | –       | –       | 44.          | 15           | –           | –           | 27.      | 4        |
| 2021/22 | 92.    | 57     | –       | –       | 45.     | 7       | 28.          | 34           | –           | –           | 15.      | 16       |
| 2022/23 | 53.    | 149    | 25.     | 82      | 23.     | 61      | 54.          | 6            | –           | –           | –        | –        |
| 2023/24 | 5.     | 734    | 2.      | 510     | 6.      | 224     | –            | –            | –           | –           | –        | –        |
| 2024/25 | 62.    | 126    | 31.     | 43      | 24.     | 80      | 55.          | 3            | –           | –           | –        | –        |

### Europacup
- Saison 2015/16: 7. Kombinationswertung
- Saison 2016/17: 8. Gesamtwertung, 3. Riesenslalomwertung
- Saison 2020/21: 9. Super-G-Wertung
- 8 Podestplätze, davon 4 Siege:

| Datum            | Ort         | Land        | Disziplin    |
| ---------------- | ----------- | ----------- | ------------ |
| 3. Dezember 2016 | Gällivare   | Schweden    | Riesenslalom |
| 19. Januar 2017  | Val-d’Isère | Frankreich  | Riesenslalom |
| 19. Februar 2017 | Oberjoch    | Deutschland | Riesenslalom |
| 9. Dezember 2020 | Zinal       | Schweiz     | Riesenslalom |

### South American Cup
- Saison 2022: 2. Super-G-Wertung
- 2 Podestplätze, davon 1 Sieg:

| Datum           | Ort      | Land  | Disziplin |
| --------------- | -------- | ----- | --------- |
| 31. August 2021 | La Parva | Chile | Super-G   |

### Juniorenweltmeisterschaften
- Roccaraso 2012: 22. Slalom, 36. Riesenslalom, DNF Abfahrt, DNF Super-G
- Québec 2013: 27. Abfahrt, 27. Super G, 31. Riesenslalom, DNF Slalom
- Hafjell 2015: 19. Abfahrt, 34. Super G, DNF Riesenslalom, DNF Slalom, DNF Alpine Kombination

### Weitere Erfolge
- 3 französische Meistertitel: Super-G 2022, Riesenslalom 2017, Kombination 2022
- 4 Siege in FIS-Rennen
- 1 Sieg bei den britischen Meisterschaften